# Lüben (Wittingen)
Lüben ist die nördlichste Ortschaft der Stadt Wittingen im niedersächsischen Landkreis Gifhorn.

## Geographie
Lüben liegt vier Kilometer nördlich von Wittingen. Es hat 104 Einwohner (Stand 2017). Der Ort und die Umgebung sind landwirtschaftlich geprägt, 2018 waren noch fünf Landwirtschaftsbetriebe aktiv. Zu Lüben gehört auch der Wohnplatz Rumstorf.

## Geschichte
Lüben wurde erstmals 956 urkundlich als Liubeme erwähnt, als Otto I. dem Stift Quedlinburg sechs slawische Dörfern aus der Marca Lipani schenkte. Das Dorf wurde als Rundling erbaut. 1911 wurde die Gaststätte eröffnet, sie befindet sich bis heute in Familienbesitz. In ihr befand sich auch die Poststelle und der erste Telefonanschluss des Dorfes. Nach 1945 lag Lüben rund einen Kilometer von der innerdeutschen Grenze entfernt. Zum 1. März 1974 wurde die Gemeinde Lüben in die Stadt Wittingen eingemeindet. 1987 erhielt das Dorf eine Goldmedaille im Wettbewerb „Unser Dorf soll schöner werden“.

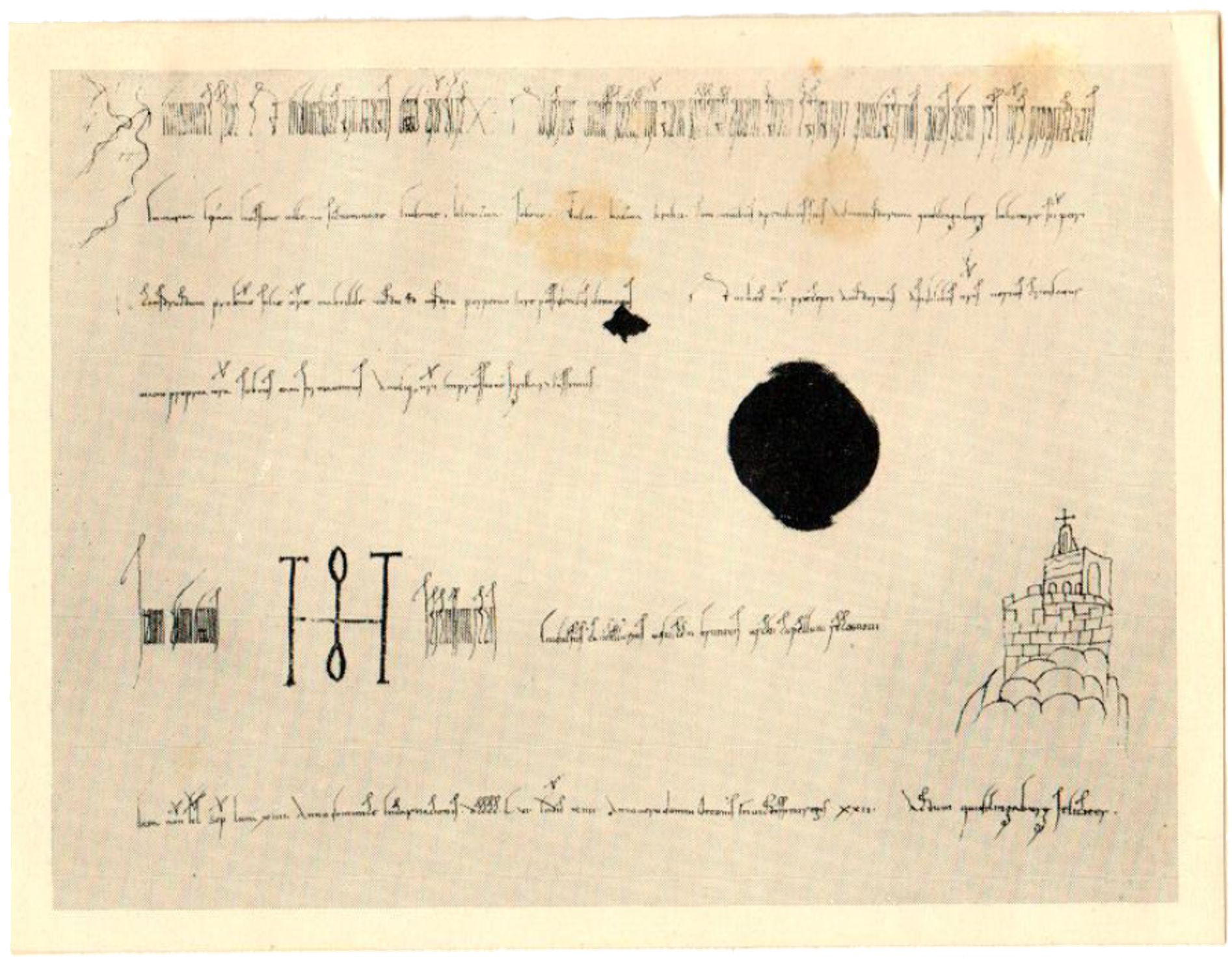
Erste urkundliche Erwähnung Lüben

## Politik
Ortsvorsteher ist Joachim Niemann.

## Wirtschaft und Infrastruktur

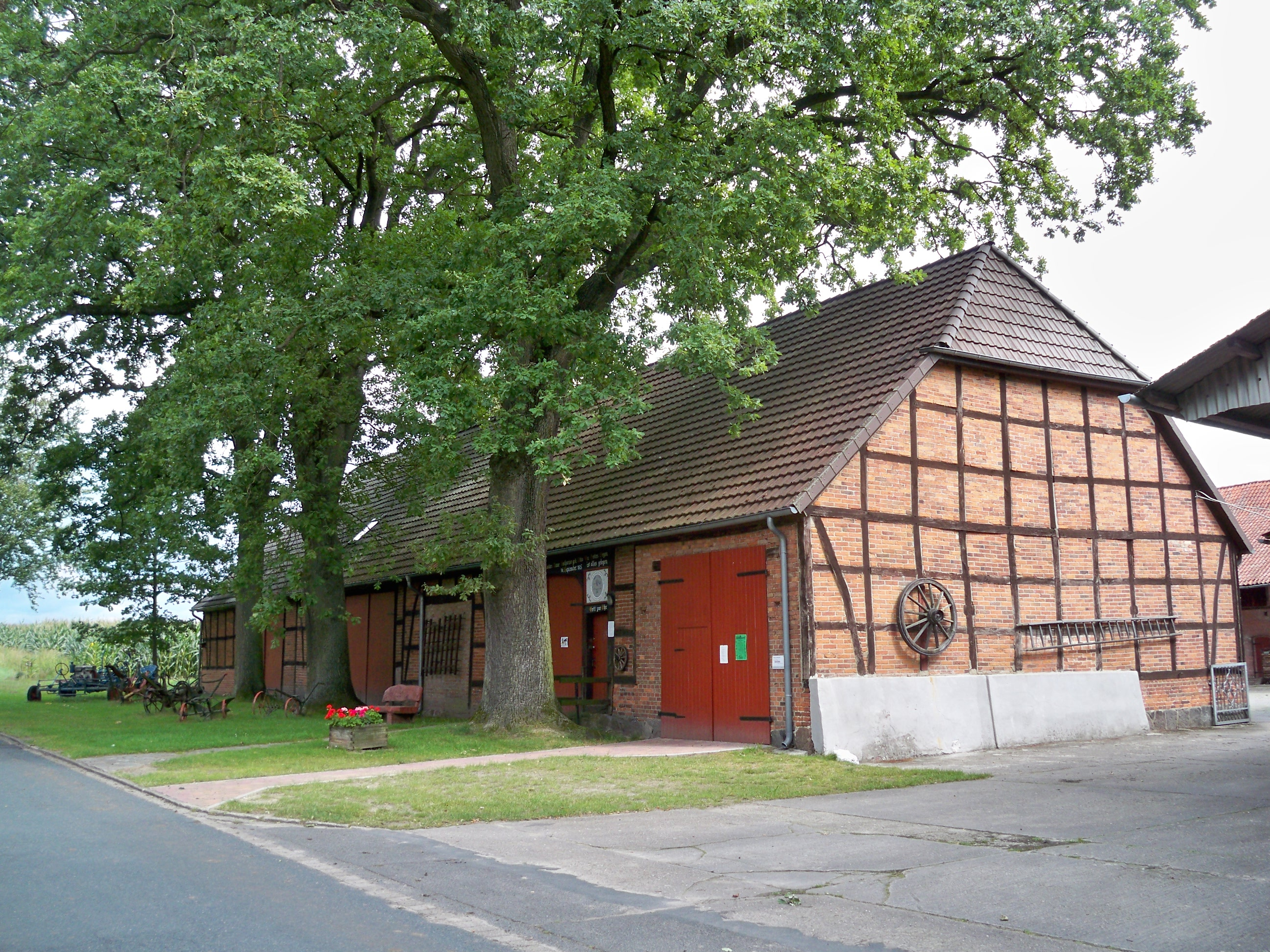
„Museum im Dorf Lüben“
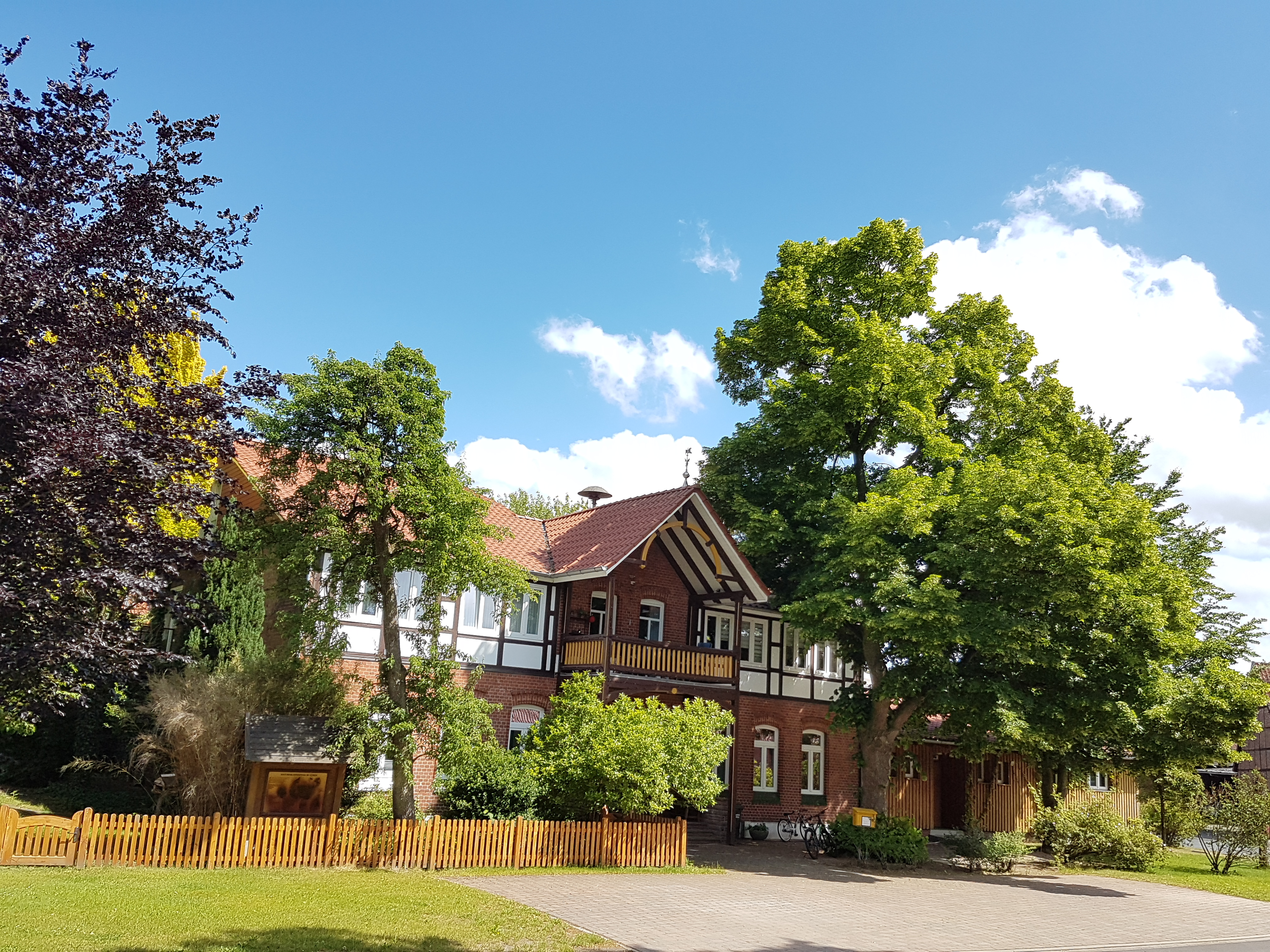
Gaststätte Wolter mit Lübener Tenne
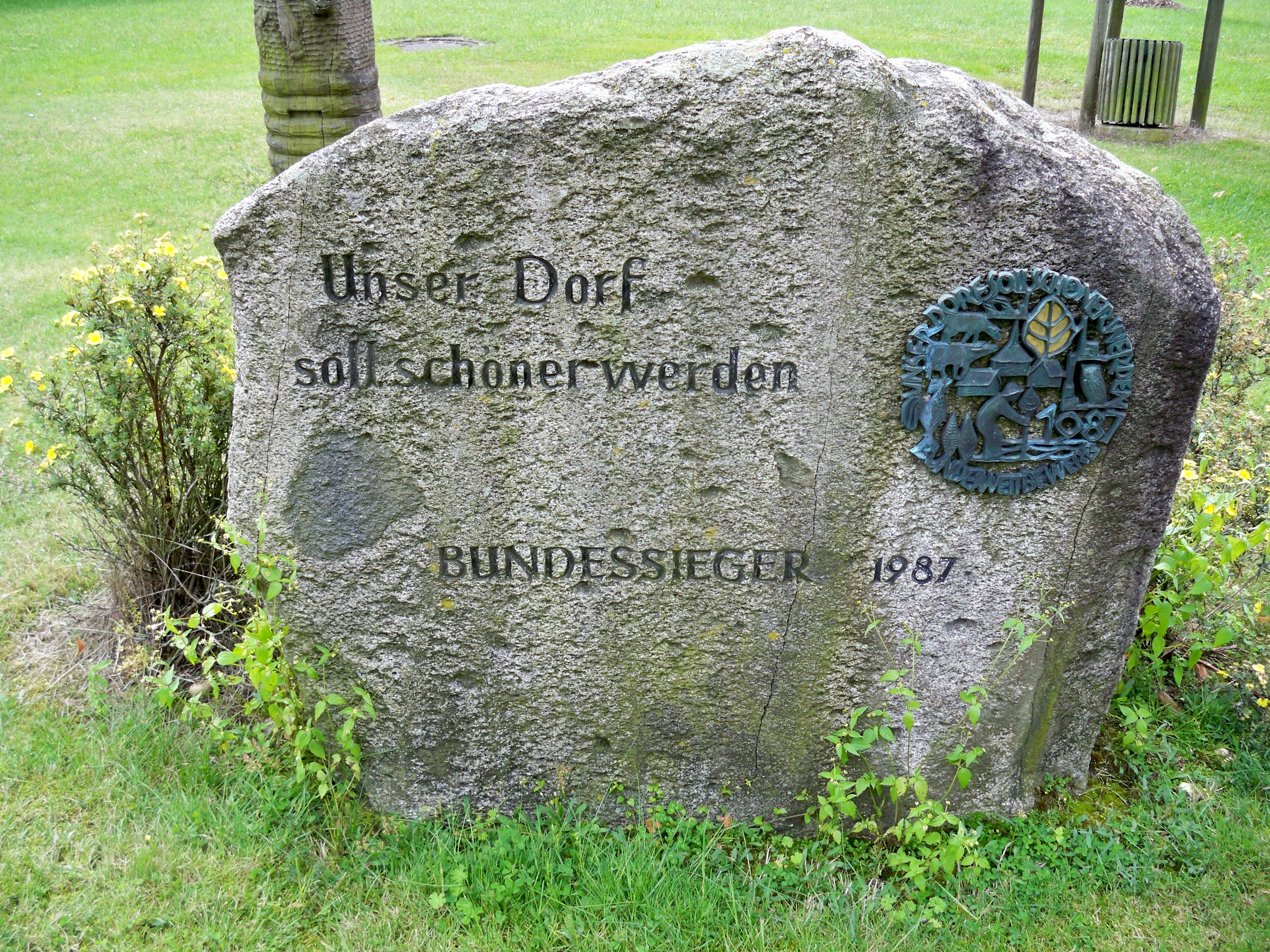
Gedenkstein zur Goldmedaille im Bundeswettbewerb

Das „Museum im Dorf Lüben“ zeigt eine reichhaltige Sammlung von landwirtschaftlichen Geräten früherer Zeiten. Außerdem werden das Weben, Spinnen, Töpfern und Imkern gezeigt, unter anderem bei den regelmäßig stattfindenden Museumsfesten. Lüben verfügt über ein Restaurant. Im angrenzenden Laubwald gibt es einen Waldlehrpfad. Die Straßen haben keine Namen, die Häuser sind nummeriert. Nördlich und westlich des Ortes wird Erdöl mittels Tiefpumpen gefördert.
Lüben liegt am östlichen Ende der Kreisstraße von Stöcken. Gemeindestraßen führen nach Langenbrügge und Erpensen.

## Persönlichkeiten
- Walter Schölei-Breslau (1891–unbekannt), Maler, Grafiker und Restaurator